# Tramlijn 1 (Haaglanden)
Tramlijn 1 van de HTM is een tramlijn in de regio Haaglanden, in de Nederlandse provincie Zuid-Holland. De huidige lijn 1 is de langste "klassieke" tramlijn van de HTM en van Nederland. Het is ook de oudste streektramlijn van Nederland, en de enige streektramlijn in Nederland van vroeger die behouden is, maar wel in vaak gewijzigde vorm.
Van 1995 t/m 2001 werd een gedeelte van het traject ook bereden met het lijnnummer "1K", waarbij de "K" stond voor "Kort".

## Route en dienstregeling
De lijn verbindt de wijk Belgisch Park (Scheveningen Noord) in stadsdeel Scheveningen via het Kurhaus, het Vredespaleis, het Plein 1813, het Binnenhof, door het centrum van Den Haag, langs het NS-station Hollands Spoor, door Rijswijk over de Hoornbrug, langs de Vliet, over de Reineveldbrug, door het centrum van Delft, langs het NS-station Delft, door de Delftse wijken Westerkwartier, Buitenhof met de wijk Tanthof in Delft-Zuid.
Tramlijn 1 rijdt overdag iedere 10 minuten. 's Avonds en zaterdag-/zondagochtend is de frequentie lager, met een minimum van eens per 15 minuten.

## Geschiedenis

### 1866-1905
Wat later tramlijn 1 Den Haag – Delft zou worden, heeft een lange voorgeschiedenis:
- 25 juni 1866: De eerste paardentram tussen Den Haag en Delft, tevens de eerste streektramlijn/interlokale tram in Nederland, met een spoorwijdte van 1520 mm, werd geopend door de ANRM (Algemeene Nederlandsche Railroute-Maatschappij). Deze voertuigen konden ook 'ontspoord' worden en buiten de rails rijden.
- 1 december 1874: Opgeheven.
- 20 januari 1877: Heropend als paardentram met normaalspoor door de TH (Société Anonyme des Tramways de La Haye).
- 31 juli 1887: HTM bouwt de tramlijn om en gaat met stoomtrams rijden op het traject Den Haag-Delft.[1]

In 1896 werden proefritten gehouden met een accutram op de Delftse lijn. Het plan was om van Scheveningen naar Delft te gaan rijden. Ondanks succes ging dat toch niet door en zou het nog 87 jaar duren voor er een doorgaande lijn tussen Delft en Scheveningen ingesteld werd.

### 1905-1926

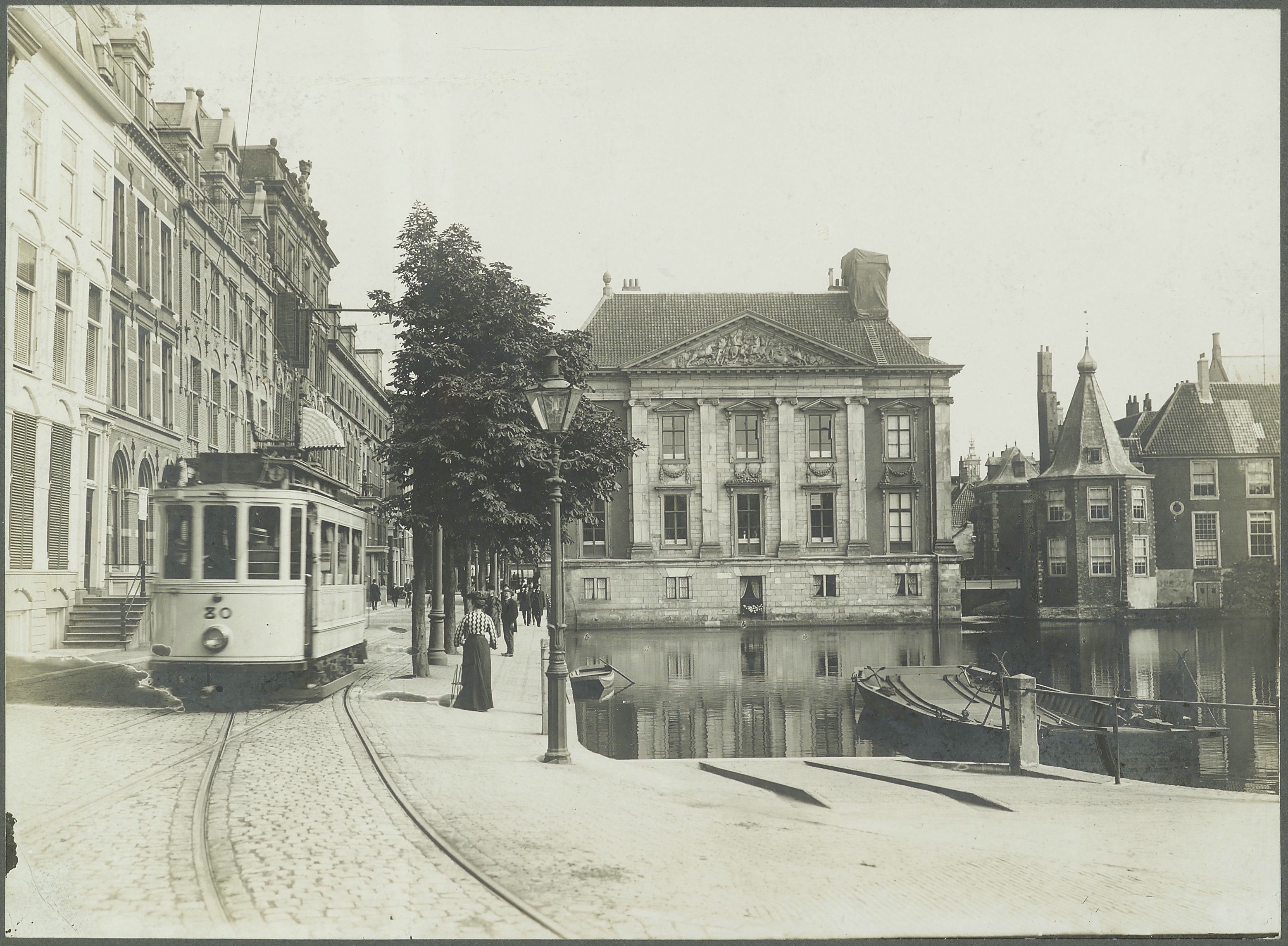
Motorwagen 80 op lijn 1 op de Korte Vijverberg; circa 1910.

- 24 november 1905: Lijn 1 werd ingesteld op het traject Hollands Spoor – Plein – Bankaplein. Het traject werd overgenomen van de "gele lijn" (paardentramlijn A, die op dezelfde dag werd opgeheven. In het ontwerp-tramplan 1904 werd deze lijn nog aangeduid met de letter A.
- 1 januari 1927: Lijn 1 werd vernummerd in lijn 17, die gelijktijdig werd verlengd naar de Stuwstraat. De lijnkleur van de elektrische lijn 1 was geel/geel.[3]

### 1927-1958
- 1 januari 1927: De tweede lijn 1 werd ingesteld op het traject Statenkwartier – Staatsspoor. De route werd overgenomen van lijn A, die op dezelfde dag werd opgeheven. De lijnkleuren van lijn A èn lijn 1 waren oranje/groen. De in het tramplan 1927 genoemde verlenging naar Duindorp kwam er niet.[4]
- 18 januari 1943: Het eindpunt Frankenslag in het Statenkwartier moest vervallen vanwege de door de Duitse bezetter geëiste aanleg van de Atlantikwall. De route in Den Haag-West werd vervangen door lijn 1 naar de Zuiderparklaan. Het traject Groot Hertoginnelaan – Zuiderparklaan werd overgenomen van de op dezelfde dag opgeheven lijn 14.
- 17 november 1944: De dienst op alle Haagse tramlijnen werd gestaakt vanwege energieschaarste.
- 11 juni 1945: Lijn 1 werd heropend op het traject Zuiderparklaan – Tournooiveld.
- 27 juni 1945: Lijn 1 werd weer doorgetrokken naar het eindpunt Staatsspoor.
- 1 mei 1948: Lijn 1 kwam terug in het Statenkwartier, op het oude eindpunt op het Frankenslag. Het traject Zuiderparklaan – Groot Hertoginnelaan werd tijdelijk weer overgenomen door lijn 14.
- 14 mei 1948: Het eindpunt Frankenslag werd vervangen door het eindpunt Prins Mauritslaan.
- 1 juni 1948: Lijn 15 nam het traject Zuiderparklaan – Groot Hertoginnelaan over en reed geheel via de eerder door lijn 1 bereden route Zuiderparklaan – Staatsspoor.
- 25 mei 1958: Lijn 1 werd opgeheven. Het traject Prins Mauritslaan – Staatsspoor werd overgenomen door de op dezelfde dag ingestelde buslijn 1.

### 1966-heden
- 22 mei 1966: De derde lijn 1 werd ingesteld op het traject Turfmarkt – Delft Station ter vervanging van de op dezelfde dag opgeheven lijn 37. Deze lijn 1 kreeg geen lijnkleuren omdat dat systeem al vanaf 1926 geleidelijk afgeschaft werd.[3]
- 12 september 1983: In verband met werkzaamheden aan de bovenleiding op de Hoornbrug werd lijn 1 op een gedeelte van het traject gedurende twee weken vervangen door buslijn 1.
- 2 oktober 1983: Verlenging van het eindpunt Turfmarkt naar Scheveningen Noorderstrand (Zwarte Pad) via Den Haag Centraal, Koninginnegracht en Nieuwe Parklaan.
- Zomer 1990: lijn 1 en 9 rijden allebei als "Strandexpress".[5]
- 26 augustus 1994: Verlenging van het eindpunt Delft station naar Delft Tanthof (Abtswoudsepark) in Delft-Zuid.
- 13 juli 1995: Lijn 1 werd versterkt met "1K" op het traject Scheveningen Noorderstrand (Zwarte Pad) – Den Haag Centraal.
- 30 mei 2001: In verband met werkzaamheden op de Haagweg (Rijswijk) en aan de Hoornbrug werd lijn 1 op een gedeelte van het traject tijdelijk vervangen door buslijn 1. Lijn "1K" werd opgeheven.
- 3 september 2001: Lijn 1 ging weer rijden weer op het traject Scheveningen Noorderstrand (Zwarte Pad) – Delft Tanthof. Tevens werd vanaf deze datum door de tramtunnel bij station Hollands Spoor gereden.
- 14 december 2003: Het traject van Scheveningen naar Den Haag centrum werd gewijzigd. De route Jurriaan Kokstraat – Scheveningseweg – Plein 1813 – Hofweg werd overgenomen van lijn 8, die op dezelfde dag werd opgeheven. Op het trajectdeel Nieuwe Parklaan – Koninginnegracht – Centraal Station – Kalvermarkt bleef lijn 9 rijden. Met deze trajectwijziging werd het overgrote deel van de route van de twee oudste Nederlandse paardentramlijnen samengebracht in het traject van lijn 1: de eerste lijn (Den Haag-Scheveningen), ingesteld in 1864 en de derde lijn (Den Haag-Delft), ingesteld in 1866.
- 18 april 2011: Het eindpunt in Delft werd voor een periode van acht maanden ingekort tot station Delft, waar een keerdriehoek was aangelegd. De oorzaak was de aanleg van de Willem van Oranjetunnel in Delft. Tussen station Delft en het eindpunt in Tanthof werd het vervoer onderhouden door een tijdelijke buslijn onder het nummer 71.
- 12 december 2011: Tramlijn 1 reed weer de volledige route tussen Station Delft en Delft Tanthof (Abtswoudsepark).
- 28 april 2014: Lijn 1 reed een omleiding in beide richtingen vanwege werkzaamheden in het kader van OV van de toekomst op het Stationsplein en in de tramtunnel bij Station HS. Lijn 1 reed tussen Bierkade en Broeksloot de route van lijn 15 over de Rijswijkseweg waar een tijdelijke halte is voor Station HS ter hoogte van de Waldorpstraat. Deze omleiding duurde tot en met 25 mei 2014.
- 20 april 2015: Lijn 1 reed een omleiding in beide richtingen vanwege werkzaamheden op het Spui, op de Spuibrug en op het Zieken. Lijn 1 reed tussen Station HS en Centrum via het Rijswijkseplein, Weteringplein, Centraal Station/Schedeldoekshaven en Kalvermarkt-Stadhuis in plaats van Bierkade. Deze omleiding duurde tot en met 1 juli 2016.
- 13 december 2015: Halte Wateringsevest in Delft werd definitief opgeheven vanwege een herontwikkeling van Spoorzone Delft.
- 1 juli 2017: Lijn 1 reed een omleiding in beide richtingen vanwege een herinrichting op het Stationsplein bij Station HS. Lijn 1 reed vanuit Scheveningen na het centrum via HS/Waldorpstraat, Goudriaankade, Van Musschenbroekstraat en Wenckebachstraat naar Rijswijk en vervolgens verder naar Delft. Deze omleiding duurde tot 29 januari 2018. Oorspronkelijk duurde de omleiding tot 17 december 2017, maar door onverwachte, extra werkzaamheden aan de bovenleidingsmasten en de funderingen op het tramviaduct werd de einddatum uitgesteld tot 29 januari 2018.
- 27 augustus 2018: Lijn 1 werd ingekort tot het traject Delft-Gravenstraat, omdat de rails op de Scheveningseweg verouderd zijn en het traject en de haltes op de Scheveningseweg wegens werkzaamheden om deze geschikt te maken voor de inzet van toekomstige nieuwe stadstram voor lijn 1 buiten dienst zijn gesteld. Een tijdelijke buslijn 61 reed over een afwijkende omleidingsroute van het Centraal Station naar Scheveningen en in de spits was er versterking van buslijn 31 tot het Vredespaleis. Dit duurde tot 11 februari 2019.
- 30 maart 2019: Met de voltooide renovatie van de Scheveningseweg, waarbij behalve de rijweg ook het tramspoor werd vernieuwd, werd dit traject ook geschikt voor nieuwe trams en de haltes voldoen aan alle toegankelijkheidseisen. Ter hoogte van de tramhalte Ary van der Spuyweg vond de officiële heropening van de weg en de trambaan plaats door wethouder Robert van Asten (Mobiliteit, Cultuur en Strategie). Bij deze renovatie verdween de keerdriehoek op de Kanaalweg, voormalige route van tram 14.
- 31 augustus 2020: Lijn 1 werd opnieuw ingekort tot het traject Delft-Gravenstraat. Ditmaal door werkzaamheden om de gehele trajecten en de haltes tussen de Parkstraat (Mauritskade) en Alexanderstraat (Javastraat) in het centrum van Den Haag en tussen Gevers Deynootweg (Scheveningseslag) en Prins Willemstraat (Duinstraat) in Scheveningen om deze geschikt te maken voor de inzet van toekomstige nieuwe stadstram voor lijn 1. Een tijdelijke buslijn 31 reed over een afwijkende omleidingsroute van het Centraal Station naar Scheveningen. De omleiding duurde tot en met 7 maart 2021. De werkzaamheden duurden tot juli 2021.
- 9 januari 2022: De halten Ary van der Spuyweg en Vlietbrug waren eerst tijdelijk opgeheven. Begin 2025 worden deze halten definitief opgeheven.
- 6 februari 2023: Lijn 1 werd in twee delen geknipt wegens groot onderhoud aan de Hoornbrug. Dit duurde van 6 februari tot en met 19 maart 2023. Lijn 1A reed van Scheveningen Noord naar de Herenstraat om vervolgens via de route van de oude lijn 10 naar Voorburg Station te rijden. Lijn 1B reed van Delft Tanthof naar 's-Gravenmade om daar vervolgens te keren om terug te rijden naar Delft Tanthof. Pendelbus 65 verbond allebei de lijnen tussen Herenstraat en 's-Gravenmade.
- 14 oktober 2024: De halte Duinstraat en omgeving werd vernieuwd en toegankelijk gemaakt. Ook waren er spoorwerkzaamheden in Scheveningen Noord. Hierdoor werd lijn 1 tot en met 15 december 2024 opnieuw ingekort tot het traject Delft-Gravenstraat.
- 7 april 2025: Lijn 1 werd ingekort tot het traject Scheveningen - 's-Gravenmade in Rijswijk vanwege meerdere spoorwerkzaamheden in Delft, buslijn 50 vervangt Lijn 1 in Delft. Dit duurt van maandag 7 april t/m vrijdag 18 juli.

## Toekomst
Lijn 1 rijdt naar verwachting in 2026 met de nieuwe stadstram Haagse TINA en die vervangt de huidige GTL-trams. Om de nieuwe stadstram te kunnen laten rijden op deze lijn moet er een aantal delen van het traject vernieuwd en geschikt gemaakt worden voor de nieuwe tram. De nieuwe stadstram is 2,65 meter breed en op het huidige traject is dat niet mogelijk (De GTL-trams zijn slechts 2,35 meter breed). De trajecten en haltes tussen Broekpolder en Delftweg en tussen Krakeelpolderweg en Delft Tanthof worden van april 2025 tot juli 2025 vernieuwd. De overige trajecten van lijn 1 zijn inmiddels al geschikt.
Naast het nieuwe materieel bestaan er ook plannen voor het aanleggen van nieuw spoor door de Binckhorst, die vanuit station Den Haag Centraal naar respectievelijk station Voorburg en Delft zal moeten gaan. Richting Delft zou het gebruik moeten maken van de Geestbrug om op die manier bij de Haagweg (Rijswijk) en daarmee weer op de huidige route van lijn 1 uit te komen. Naar verwachting zijn de werkzaamheden op z'n vroegst in 2030 afgerond. Met de aanpassing van de route over de Binckhorst, gaat de route naar Scheveningen waarschijnlijk ook veranderen. Verwacht wordt dat tramlijn 1 in de toekomst de huidige route van Tramlijn 9 (Haaglanden) gaat overnemen en de route langs o.a. Madurodam en AFAS Circustheater gaat voeren. Tramlijn 9 neemt op diens beurt de route van tramlijn 1 over en zal onder andere via het Vredespaleis, Plein 1813 en World Forum gaan rijden.

## Voormalige toekomstplannen
In 1980 werd er al voorgesteld om lijn 1 te koppelen aan (toen) lijn 1 van de RET. In 1988 werd er opnieuw voor gepleit.
Van begin jaren 2010 wordt wederom voorgesteld het HTM-tramnet (lijn 1 of 19) te verbinden met het RET-tramnet, of directe tramlijnen aan te leggen vanuit Den Haag / Delft en Rotterdam naar vliegveld Rotterdam The Hague Airport. In 2016 werd tussen de bestuurders van regio en gemeenten afgesproken dat naar de mogelijkheden onderzoek zou worden gedaan.
Verder zijn er al vaak plannen geweest voor verlegging via de Plaspoelpolder of Ypenburg, maar het is niet uitgevoerd. Qua tracé is het wel mogelijk om via Ypenburg te rijden sinds daar een verbinding is aangelegd.

## Trivia
- HTM-tramlijn 1 is de enige "stadstram" in Nederland die op zijn traject, in Rijswijk, een kruising heeft die beveiligd is met een AHOB-spoorwegovergang net als bij de Nederlandse Spoorwegen. (Overweg met halve slagbomen)[9]
- In 1996 wordt lijn 1 door de HTM uitgeroepen tot "leukste route van Nederland"; de frequentie ging toen naar elke 10 minuten.[10]

## Foto's

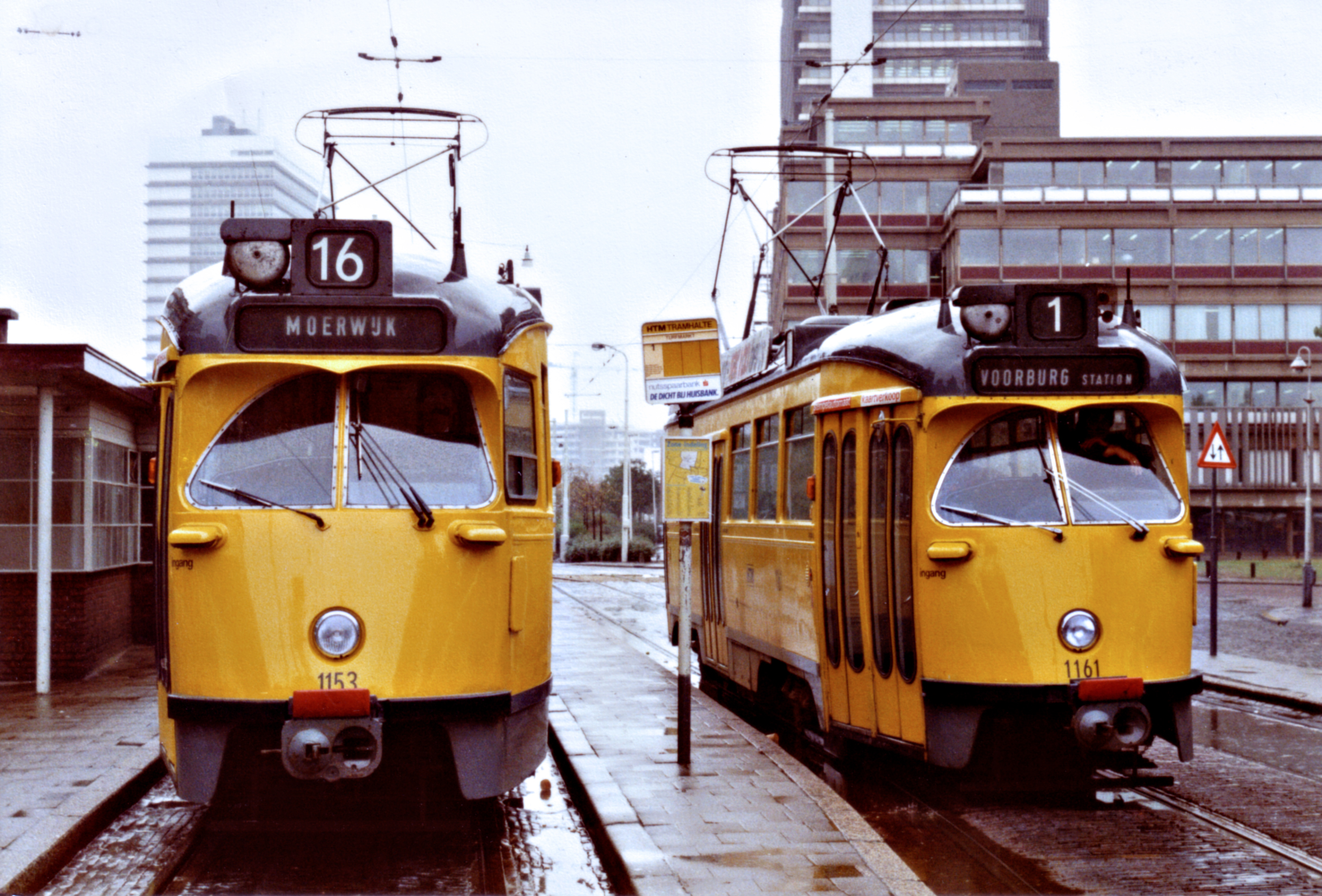
De lijnen 1 en 16 op de Turfmarkt in 1983. Lijn 1 reed tijdelijk naar Voorburg vanwege werkzaamheden.
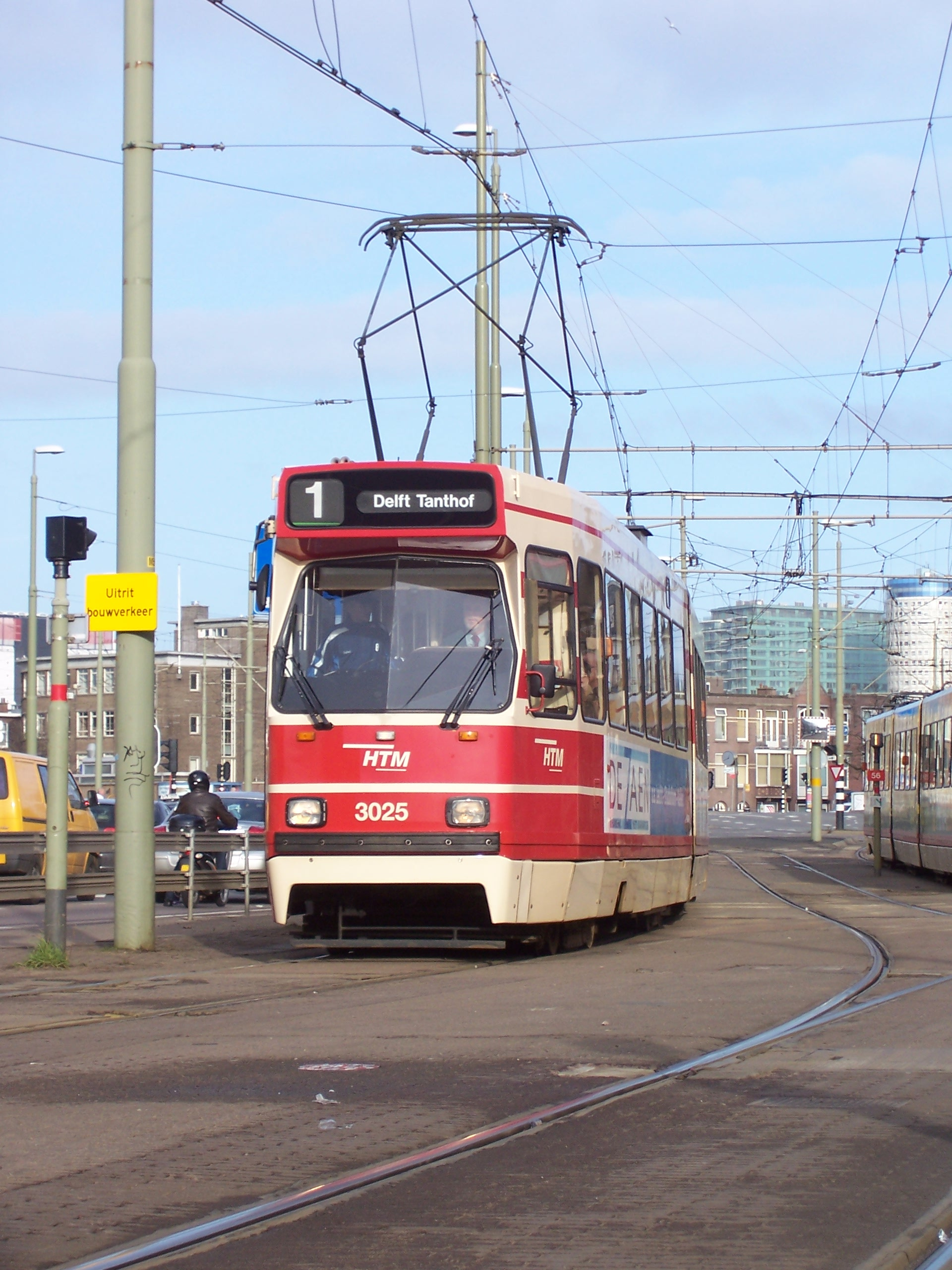
HTM 3025 Den Haag Stationsplein, bij het Rijswijkseplein. De tram rijdt op lijn 1 richting Delft op 21 januari 2006.
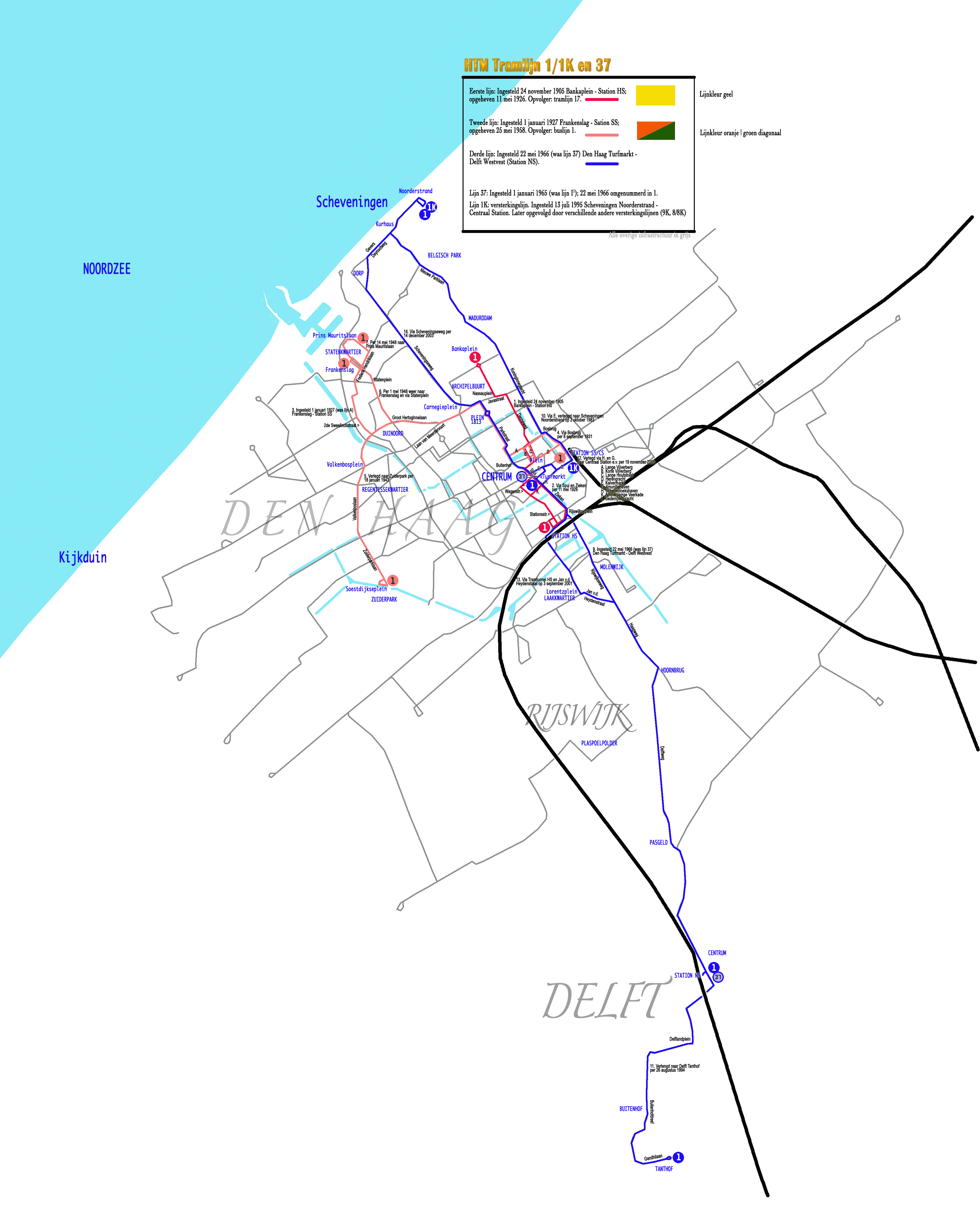
Alle Haagse tramlijnen 1 op één kaart, actueel 2011.
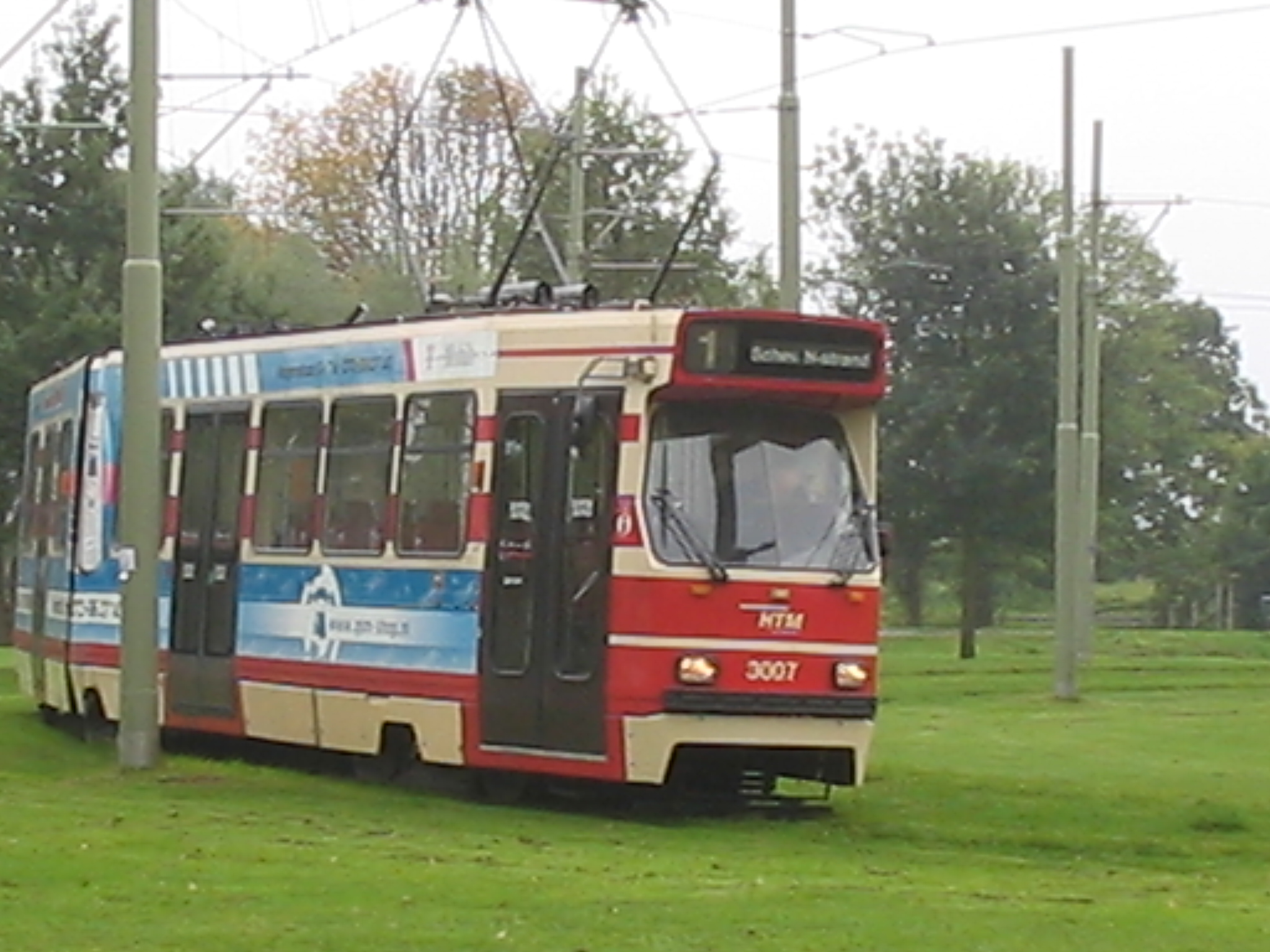
Keerlus Delft Tanthof.
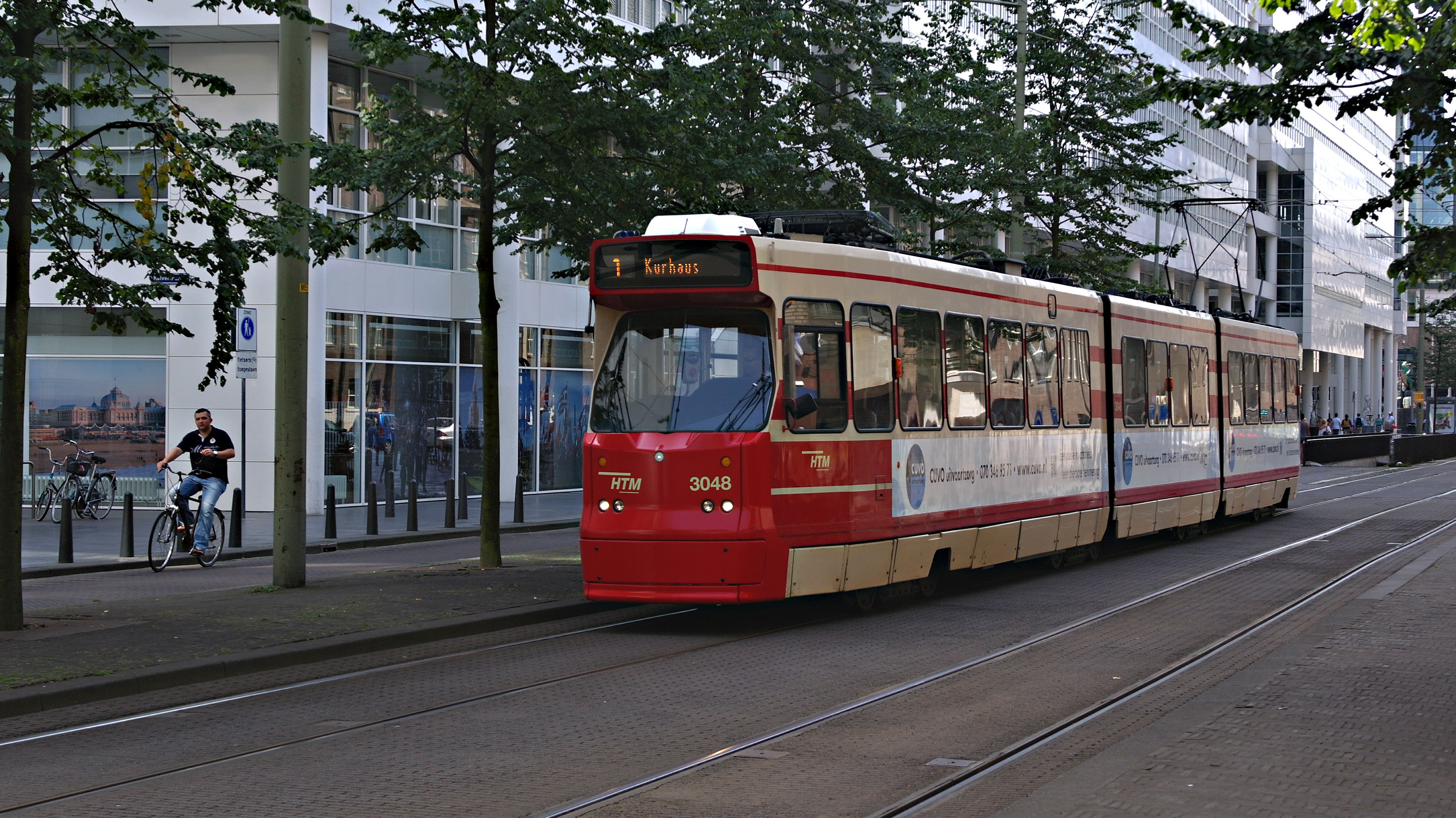
Extra op lijn 1 wegens mooi strandweer, Kalvermarkt, augustus 2012. Opvallend zijn de aanduiding 'KURHAUS'; het gebruik van de achterste stroomafnemer en de botsneus in combinatie met het oude kleurenschema.